# Selección de fútbol amateur de Italia
La selección de fútbol amateur de Italia fue una categoría no profesional de la Selección de fútbol de Italia creada a finales de los años 40 que defendió a Italia en los partidos de los Juegos Mediterráneos en sus primeras ediciones, en la Copa de la UEFA Amateur desde 1967 hasta 1978, logrando un cuarto puesto en la edición de 1970; y en los Juegos Olímpicos de 1948 a 1988, intentando la FIFA y el COI conseguir una mayor competitividad en el evento y permitiendo solo la participación de jugadores amateurs. 
La creación de dicha selección amateur nace como medida para no desprestigiar los grandes torneos de fútbol de la época como las competiciones continentales de selecciones (la Eurocopa en el caso de Italia), y en especial al Mundial y los Juegos Olímpicos. Se decide presentar a estas selecciones a los distintos eventos de carácter menor al alcanzado por el Mundial, para que representasen a sus países en los torneos de fútbol, y a la vez promocionar así a las jóvenes promesas y sus categorías inferiores.[cita requerida]

## Historia
Debido a la normativa de los Juegos Olímpicos desde 1948 que no permite la presencia de futbolistas profesionales, distintas selecciones inscriben a jugadores amateurs en el certamen. Esto, unido posteriormente a la creación del Campeonato Europeo de Fútbol para selecciones profesionales, la UEFA decide impulsar el fútbol no profesional poniendo en marcha la Copa de la UEFA Amateur para las selecciones no profesionales.
Es entonces cuando se ponen en marcha definitivamente las selecciones amateurs que participaron en dichas competiciones.
Debido al carácter no profesional del equipo, únicamente podrá disputar esta competición de carácter oficial.
En 1966 comienza la andadura en la primera edición. La selección italiana quedaría eliminada en primera fase tras perder todos sus partidos frente a las selecciones amateurs de Francia y España.
La segunda edición del torneo depararía su mejor actuación al finalizar en cuarto lugar. Tras una primera fase en la que vencen dos de los cuatro partidos, en 1970 se disputa la fase final en Italia. En semifinales reciben la mayor goleada histórica de la selección, un 6-0 contra España, que sería la vencedora final. En el partido por el tercer puesto, sería derrotada también por la selección amateur de Yugoslavia por 0-3. Este evento significa el mayor éxito en la historia de la selección amateur, dos años después del éxito de la Selección absoluta en la Eurocopa 1968 donde resultó vencedora.
En la siguiente edición, la primera fase vuelve a ser el final del camino para la selección tras lograr una única victoria y qeudar por debajo de Yugoslavia y Austria. 
En la última edición del torneo, Italia no pasaría tampoco de la primera fase, sin conseguir ninguna victoria frente a Austria y Grecia. 
Concluyó así la participación de los transalpinos con un cuarto puesto como mejor resultado.
Unos años antes de dicha competición, Italia ya había presentado en 1963 un equipo amateur que les representase en los Juegos Mediterráneos en varias ediciones.

### Juegos Olímpicos

#### Juegos Olímpicos de Londres 1948
Los Juegos Olímpicos de 1948 de Londres serían la primera competición oficial internacional después de la Segunda Guerra Mundial, y la primera en la que participase la selección amateur por la prohibición FIFA y COI sobre jugadores profesionales.
Tras vencer en su primer partido a la selección estadounidense por 9-0, caería en los cuartos de final frente a la selección danesa por 5-3, que finalmente conseguiría la medalla de bronce, demostrando la gran salud de la que gozaba el fútbol nórdico, quizá favorecido por su efímera y casi testimonial participación en la guerra. De hecho, la selección sueca ganó la medalla de oro con jugadores no profesionales, y utilizando únicamente a 12 futbolistas a lo largo de todo el torneo, y tras haber conseguido un 12-0 frente a la selección surcoreana, en la mayor goleada vista hasta la fecha en unos Juegos Olímpicos, y acabando las dos selecciones nórdicas con 4 futbolistas entre los 5 máximos goleadores del certamen.
Italia finalizaba quinta del campeonato sin poder revalidar la medalla de oro conquistada por la selección absoluta en los Juegos de Berlín, y siendo la primera vez que Italia cedía el trono en una gran competición tras los últimos tres éxitos consecutivos.

## Resultados
Leyenda: PJ: Partidos jugados; PG: Partidos ganados; PE: Partidos empatados; PP: Partidos perdidos; GF: Goles a favor; GC: Goles en contra; Dif.: Diferencia de goles.

### Copa de la UEFA Amateur
| Año             | Ronda        | Posición | PJ | PG | PE | PP | GF | GC |
| --------------- | ------------ | -------- | -- | -- | -- | -- | -- | -- |
| España 1967     | Primera fase | 12º      | 4  | 0  | 0  | 4  | 3  | 9  |
| Italia 1970     | Cuarto lugar | 4º       | 6  | 2  | 2  | 2  | 6  | 10 |
| Yugoslavia 1974 | Primera fase | 8º       | 4  | 1  | 1  | 2  | 4  | 5  |
| Grecia 1978     | Primera fase | 6º       | 4  | 0  | 2  | 2  | 1  | 3  |
| Total           | 4/4          | -        | 18 | 3  | 5  | 10 | 14 | 27 |

### Fútbol en los Juegos Olímpicos
| Año              | Ronda                                                    | Posición                                                 | PJ                                                       | PG                                                       | PE                                                       | PP                                                       | GF                                                       | GC                                                       |
| ---------------- | -------------------------------------------------------- | -------------------------------------------------------- | -------------------------------------------------------- | -------------------------------------------------------- | -------------------------------------------------------- | -------------------------------------------------------- | -------------------------------------------------------- | -------------------------------------------------------- |
| Atenas 1896      | No hubo competición de fútbol                            | No hubo competición de fútbol                            | No hubo competición de fútbol                            | No hubo competición de fútbol                            | No hubo competición de fútbol                            | No hubo competición de fútbol                            | No hubo competición de fútbol                            | No hubo competición de fútbol                            |
| París 1900       | Disputados por clubes                                    | Disputados por clubes                                    | Disputados por clubes                                    | Disputados por clubes                                    | Disputados por clubes                                    | Disputados por clubes                                    | Disputados por clubes                                    | Disputados por clubes                                    |
| St. Louis 1904   | Disputados por clubes                                    | Disputados por clubes                                    | Disputados por clubes                                    | Disputados por clubes                                    | Disputados por clubes                                    | Disputados por clubes                                    | Disputados por clubes                                    | Disputados por clubes                                    |
| Londres 1908     | Disputados por selecciones absolutas                     | Disputados por selecciones absolutas                     | Disputados por selecciones absolutas                     | Disputados por selecciones absolutas                     | Disputados por selecciones absolutas                     | Disputados por selecciones absolutas                     | Disputados por selecciones absolutas                     | Disputados por selecciones absolutas                     |
| Estocolmo 1912   | Disputados por selecciones absolutas                     | Disputados por selecciones absolutas                     | Disputados por selecciones absolutas                     | Disputados por selecciones absolutas                     | Disputados por selecciones absolutas                     | Disputados por selecciones absolutas                     | Disputados por selecciones absolutas                     | Disputados por selecciones absolutas                     |
| Amberes 1920     | Disputados por selecciones absolutas                     | Disputados por selecciones absolutas                     | Disputados por selecciones absolutas                     | Disputados por selecciones absolutas                     | Disputados por selecciones absolutas                     | Disputados por selecciones absolutas                     | Disputados por selecciones absolutas                     | Disputados por selecciones absolutas                     |
| París 1924       | Disputados por selecciones absolutas                     | Disputados por selecciones absolutas                     | Disputados por selecciones absolutas                     | Disputados por selecciones absolutas                     | Disputados por selecciones absolutas                     | Disputados por selecciones absolutas                     | Disputados por selecciones absolutas                     | Disputados por selecciones absolutas                     |
| Ámsterdam 1928   | Disputados por selecciones absolutas                     | Disputados por selecciones absolutas                     | Disputados por selecciones absolutas                     | Disputados por selecciones absolutas                     | Disputados por selecciones absolutas                     | Disputados por selecciones absolutas                     | Disputados por selecciones absolutas                     | Disputados por selecciones absolutas                     |
| Los Ángeles 1932 | No hubo competición de fútbol                            | No hubo competición de fútbol                            | No hubo competición de fútbol                            | No hubo competición de fútbol                            | No hubo competición de fútbol                            | No hubo competición de fútbol                            | No hubo competición de fútbol                            | No hubo competición de fútbol                            |
| Berlín 1936      | Disputados por selecciones absolutas                     | Disputados por selecciones absolutas                     | Disputados por selecciones absolutas                     | Disputados por selecciones absolutas                     | Disputados por selecciones absolutas                     | Disputados por selecciones absolutas                     | Disputados por selecciones absolutas                     | Disputados por selecciones absolutas                     |
| Londres 1948     | Cuartos de final                                         | 5º                                                       | 2                                                        | 1                                                        | 0                                                        | 1                                                        | 12                                                       | 5                                                        |
| Helsinki 1952    | Octavos de final                                         | 16º                                                      | 2                                                        | 1                                                        | 0                                                        | 1                                                        | 8                                                        | 3                                                        |
| Melbourne 1956   | No participó                                             | No participó                                             | No participó                                             | No participó                                             | No participó                                             | No participó                                             | No participó                                             | No participó                                             |
| Roma 1960        | Cuarto lugar                                             | 4º                                                       | 5                                                        | 2                                                        | 2                                                        | 1                                                        | 11                                                       | 7                                                        |
| Tokio 1964       | Descalificada                                            | Descalificada                                            | Descalificada                                            | Descalificada                                            | Descalificada                                            | Descalificada                                            | Descalificada                                            | Descalificada                                            |
| México 1968      | Se retiró                                                | Se retiró                                                | Se retiró                                                | Se retiró                                                | Se retiró                                                | Se retiró                                                | Se retiró                                                | Se retiró                                                |
| Múnich 1972      | No clasificó                                             | No clasificó                                             | No clasificó                                             | No clasificó                                             | No clasificó                                             | No clasificó                                             | No clasificó                                             | No clasificó                                             |
| Montreal 1976    | No participó                                             | No participó                                             | No participó                                             | No participó                                             | No participó                                             | No participó                                             | No participó                                             | No participó                                             |
| Moscú 1980       | No clasificó                                             | No clasificó                                             | No clasificó                                             | No clasificó                                             | No clasificó                                             | No clasificó                                             | No clasificó                                             | No clasificó                                             |
| Los Ángeles 1984 | Cuarto lugar                                             | 4º                                                       | 6                                                        | 3                                                        | 0                                                        | 3                                                        | 5                                                        | 5                                                        |
| Seúl 1988        | Cuarto lugar                                             | 4º                                                       | 6                                                        | 3                                                        | 0                                                        | 3                                                        | 11                                                       | 13                                                       |
| Barcelona 1992   | Desde 1992 la competición la disputan selecciones sub-23 | Desde 1992 la competición la disputan selecciones sub-23 | Desde 1992 la competición la disputan selecciones sub-23 | Desde 1992 la competición la disputan selecciones sub-23 | Desde 1992 la competición la disputan selecciones sub-23 | Desde 1992 la competición la disputan selecciones sub-23 | Desde 1992 la competición la disputan selecciones sub-23 | Desde 1992 la competición la disputan selecciones sub-23 |
| Total            | 5/11                                                     | -                                                        | 21                                                       | 10                                                       | 2                                                        | 9                                                        | 47                                                       | 33                                                       |

### Juegos Mediterráneos
| Año             | Ronda                                                    | Posición                                                 | PJ                                                       | PG                                                       | PE                                                       | PP                                                       | GF                                                       | GC                                                       |
| Alejandría 1951 | Disputados por Selecciones absolutas                     | Disputados por Selecciones absolutas                     | Disputados por Selecciones absolutas                     | Disputados por Selecciones absolutas                     | Disputados por Selecciones absolutas                     | Disputados por Selecciones absolutas                     | Disputados por Selecciones absolutas                     | Disputados por Selecciones absolutas                     |
| Barcelona 1955  | No participó                                             | No participó                                             | No participó                                             | No participó                                             | No participó                                             | No participó                                             | No participó                                             | No participó                                             |
| Beirut 1959     | Campeón                                                  | 1°                                                       | 4                                                        | 3                                                        | 1                                                        | 0                                                        | 10                                                       | 2                                                        |
| Nápoles 1963    | Campeón                                                  | 1°                                                       | 4                                                        | 4                                                        | 0                                                        | 0                                                        | 14                                                       | 2                                                        |
| Túnez 1967      | Campeón                                                  | 1°                                                       | 5                                                        | 3                                                        | 1                                                        | 1                                                        | 8                                                        | 2                                                        |
| Esmirna 1971    | No participó                                             | No participó                                             | No participó                                             | No participó                                             | No participó                                             | No participó                                             | No participó                                             | No participó                                             |
| Argel 1975      | No participó                                             | No participó                                             | No participó                                             | No participó                                             | No participó                                             | No participó                                             | No participó                                             | No participó                                             |
| Split 1979      | No participó                                             | No participó                                             | No participó                                             | No participó                                             | No participó                                             | No participó                                             | No participó                                             | No participó                                             |
| Casablanca 1983 | No participó                                             | No participó                                             | No participó                                             | No participó                                             | No participó                                             | No participó                                             | No participó                                             | No participó                                             |
| Latakia 1987    | No participó                                             | No participó                                             | No participó                                             | No participó                                             | No participó                                             | No participó                                             | No participó                                             | No participó                                             |
| Atenas 1991     | Desde 1991 la competición la disputan selecciones sub-23 | Desde 1991 la competición la disputan selecciones sub-23 | Desde 1991 la competición la disputan selecciones sub-23 | Desde 1991 la competición la disputan selecciones sub-23 | Desde 1991 la competición la disputan selecciones sub-23 | Desde 1991 la competición la disputan selecciones sub-23 | Desde 1991 la competición la disputan selecciones sub-23 | Desde 1991 la competición la disputan selecciones sub-23 |
| --------------- | -------------------------------------------------------- | -------------------------------------------------------- | -------------------------------------------------------- | -------------------------------------------------------- | -------------------------------------------------------- | -------------------------------------------------------- | -------------------------------------------------------- | -------------------------------------------------------- |

## Historial de Partidos

### 1948 a 1950
| Partidos desde 1948 a 1950 | Partidos desde 1948 a 1950 | Partidos desde 1948 a 1950 | Partidos desde 1948 a 1950       | Partidos desde 1948 a 1950 | Partidos desde 1948 a 1950 | Partidos desde 1948 a 1950 | Partidos desde 1948 a 1950 | Partidos desde 1948 a 1950 |
| #                          | Fecha                      | Ciudad                     | Competición                      | Local                      | Resultado                  | Visitante                  |                            |                            |
| 1                          | 2 de agosto de 1948        | Londres, Reino Unido       | Juegos Olímpicos de Londres 1948 | Italia                     | 9:0                        | Estados Unidos             |                            |                            |
| 2                          | 5 de agosto de 1948        | Londres, Reino Unido       | Juegos Olímpicos de Londres 1948 | Dinamarca                  | 5:3                        | Italia                     |                            |                            |
| -------------------------- | -------------------------- | -------------------------- | -------------------------------- | -------------------------- | -------------------------- | -------------------------- | -------------------------- | -------------------------- |

### 1951 a 1960
| Partidos desde 1951 a 1960 | Partidos desde 1951 a 1960 | Partidos desde 1951 a 1960 | Partidos desde 1951 a 1960        | Partidos desde 1951 a 1960 | Partidos desde 1951 a 1960 | Partidos desde 1951 a 1960 | Partidos desde 1951 a 1960 | Partidos desde 1951 a 1960 |
| #                          | Fecha                      | Ciudad                     | Competición                       | Local                      | Resultado                  | Visitante                  |                            |                            |
| 3                          | 16 de julio de 1952        | Helsinki, Finlandia        | Juegos Olímpicos de Helsinki 1952 | Italia                     | 8:0                        | Estados Unidos             |                            |                            |
| 4                          | 21 de julio de 1952        | Helsinki, Finlandia        | Juegos Olímpicos de Helsinki 1952 | Hungría                    | 3:0                        | Italia                     |                            |                            |
| 5                          | 12 de octubre de 1959      | Beirut, Líbano             | Juegos Mediterráneos de 1959      | Líbano                     | 0:2                        | Italia                     |                            |                            |
| 6                          | 16 de octubre de 1959      | Beirut, Líbano             | Juegos Mediterráneos de 1959      | Italia                     | 1:1                        | Turquía                    |                            |                            |
| -------------------------- | -------------------------- | -------------------------- | --------------------------------- | -------------------------- | -------------------------- | -------------------------- | -------------------------- | -------------------------- |